# Psychidopsis
Psychidopsis is een geslacht van vlinders van de familie van de zakjesdragers (Psychidae). De wetenschappelijke naam van dit geslacht is voor het eerst voorgesteld door Igor Vasilii Kozhanchikov in een publicatie uit 1956. De soorten binnen dit geslacht komen in Centraal Azië voor.

## Soorten
- Psychidopsis alpherakii (Heylaerts, 1883)
- Psychidopsis flavescens (Heylaerts, 1879)
- Psychidopsis saridzhazi Solyanikov, 1993